# Alban Mohučský
Alban Mohučský (úmrtí 406, Mohuč) byl křesťanský řeholník, misionář a mučedník.

## Život
Jeho biografické údaje jsou velmi nejisté, ale jeho existence není obecně sporná. Jen málo informací o jeho životě pochází z martyrologia Rabana Maura, které vypráví, že Alban v době panování císaře Theodosia I. byl vyslán svatým Ambrožem spolu s Theonistem a Ursem do Galie
Spolu se svatým Ursusem uprchli z řeckého ostrova Naxos do italské Neapole, aby unikli ariánskému pronásledování. Svatý Ambrož Milánský je poslal do Galie, aby tam šířili křesťanství mezi pohany. Ursus byl zabit na cestě do Galie, ale Alban pokračoval až do Mohuče k biskupu Aureovi. V Mohuči se proslavil jako kazatel, mnohé obrátil a postavil se proti arianství. Během nájezdu Vandalů byl spolu s biskupem popraven stětím během modlitby.
Oproti tomu belgický jezuitský historik Daniel Papebroch dospěl k závěru, že Alban byl zabit „kacířskými“ ariánci 21. června 404. Britský historik Alban Butler poznamenal, že Papebroch a Jean Mabillon poznamenali, že Alban byl biskup, který byl kvůli své katolické víře vyhnán z Vandalského království ariánským panovníkem Hunerichem, načež se usadil v Mohuči, kde byl zajat Huny a popraven kvůli své víře. Alban podle legendy po popravě sebral svou hlavu a odešel na místo svého pohřbení.

## Kult
Tento světec je uctíván v jižním Německu a německy mluvícím Švýcarsku. Často je zobrazován, jak drží vlastní hlavu na památku své mučednické smrti. Často je zaměňován s jiným mučedníkem tohoto období; svatým Albanem Britským.
Císař Karel Veliký postavil na jeho počest nedaleko Mohuče opatství svatého Albana, které bylo dlouhou dobu biskupským sídlem tohoto města.